# Олне су Боа
Олне су Боа (на френски: Aulnay-sous-Bois) е град във Франция. Населението му е 84 662 жители (по данни от 1 януари 2016 г.), а площта 16,20 кв. км. Намира се на 13,90 км от центъра на Париж.

## Жители по месторождение, 1999 г.
- Европейска Франция – 71,90%
- Отвъдморски департаменти и територии на Франция – 2,90%
- В чужди държави, но с френско гражданство по рождение – 2,60%
- Чужди жители, граждани на страни от ЕС – 3,40%
- Чужди жители, граждани на страни извън ЕС – 19,20%